# Alocasia hypoleuca
Alocasia hypoleuca — многолетнее вечнозелёное травянистое растение, вид рода Алоказия (Alocasia) семейства Ароидные (Araceae).

## Ботаническое описание
Многолетние, вечнозелёные травы до 3 м высотой, с прозрачным млечным соком.
Стебель вертикальный до 2 м и более, очень тонкий и самостоятельно удерживающийся вертикально, очень редко полегающий.

### Листья
Листья собранные по нескольку на верхушке стебля у взрослых растений. Черешки 0,75—1 м длиной, вложенные на 1⁄3—¼ во влагалища. Листовые пластинки овально-стреловидные, в очертании прямотреугольные, более-менее вертикальные, около 100 см длиной, 50 см шириной, сверху светло-зелёные, снизу заметно блестящие. Первичные боковые жилки с каждой стороны отклонены от центральной жилки примерно на 60°; с нижней стороны заметны желёзки на осях первичных жилок; вторичные жилки вровень с листовой пластинкой, формируют плохо дифференцированные общие межпервичные жилки. Нижние доли составляют 1⁄3—½ от верхней доли, круглые, открытые в пазухе у взрослых растений, щитовидные у молодых растений.

### Соцветия и цветки
Соцветия по два в пазухах листьев, снабжены перепончатыми катафиллами. Цветоножка едва превышает катафиллы во время цветения. Покрывало 24—26 см длиной, с перетяжкой на ¼ длины от основания. Трубка покрывала яйцевидная, сизо-жёлто-зелёная. Пластинка покрывала узко-продолговато-ланцетовидная, 20—22 см длиной, формы капюшона во время цветения, затем опадает, бледно-зелёная, заметно сизая как внутри, так и снаружи.
Початок заметно короче покрывала, слегка сизый, сидячий. Женская цветочная зона около 3 см длиной, 1,5 см в диаметре; завязь шаровидная, около 2,5 мм в диаметре, зелёная; рыльце сидячее, трёхлопастное; лопасти тупые, глубоковыемчатые и вертикальные, глубоко-жёлтые. Стерильная зона в два раза длиннее женской зоны, белая, заметно суженная в месте перетяжки покрывала; синандродии удлинённо-ромбо-шестиугольные, около 5 мм длиной, 2 мм шириной, снизу призматические и не срсшиеся с синандриями, отчётливо приподняты, цвета слоновой кости, слегка сизые. Мужская цветочная зона цилиндрическая, около 8 см длиной, 1 см в диаметре, грязно-беловато-кремовая, слегка сизая; синандрии с 3—5 тычинками, ромбо-шестиугольные; связник плоский, около 1 мм высотой, 2 мм в диаметре. Придаток составляет 1⁄3 длины початка, слегка более толстый, чем мужская зона в основании, затем сужающийся, с заметными извилистыми бороздками, бледно-кремовый.

### Плоды
Плодоносящая зона яйцевидная, 6—9 см длиной, зелёная.
Alocasia hypoleuca близка к Alocasia macrorrhizos и отличается от неё очень высокими тонкими безлистными стеблями, которые остаются вертикальными и достигая большой высоты, в то время, как стебли такой же высоты у Alocasia macrorrhizos полегают. У Alocasia hypoleuca листья сверху с заметным сизым оттенком, синандрии более многочисленные и мелкие (около 1 мм в диаметре) с плоским (невыпуклым) связником, придаток початка пропорционально короче (составляет 1⁄3 длины початка), лопасти рылец вертикальные, покрывало при созревании плодов опадает, а не засыхает.

## Распространение
Эндемик Таиланда.
Растёт в сухих вечнозелёных лесах на гранитных скалах, на высоте до 500 м над уровнем моря.